# Sydney Brenner
Sydney Brenner (13 tháng 1 năm 1927 - 5 tháng 4 năm 2019) là nhà sinh học người Nam Phi. Ông đã đoạt Giải Nobel Sinh lý và Y khoa năm 2002, chung với H. Robert Horvitz và John Sulston.
Cuối những năm 1960, ông là lãnh đạo nhóm nghiên cứu bản đồ gen của giun đất tại Đại học Cambridge (Anh). Brenner đã đặt nền móng mới cho việc nghiên cứu gen khi chỉ ra rằng, hóa chất có thể làm biến đổi một số gen của giun đất, và mỗi sự biến đổi này có thể dẫn tới những thay đổi nhất định về sức khỏe của giun. Brenner là giáo sư sinh học tại Viện Salk, La Jolla, California (Mỹ).
John Sulston, 60 tuổi, giáo sư tại Trung tâm Sager, Đại học Cambridge (Anh). Sulston tham gia vào nhóm nghiên cứu của Brenner từ những năm 1960, khi vừa tốt nghiệp đại học. Sulston đã phát hiện ra rằng, một số tế bào của giun đất dường như bắt buộc phải chết, và ông gọi cái chết bắt buộc đó là "cái chết được lập trình".

## Đời tư
Brenner kết hôn với tiến sĩ May Brenner (nhũ danh Covitz, sau đổi là Balkind) từ tháng 12 năm 1952. Bà qua đời tháng 1 năm 2010. Họ có ba người con: Belinda, Carla, và Stefan.

## Giải thưởng
- Giải Charles Léopold Mayer của Viện Hàn lâm Khoa học Pháp
- Giải Rosenstiel (1986)
- Giải Y học Louis-Jeantet (1987)
- Giải Albert Lasker cho nghiên cứu Y học cơ bản
- Giải quốc tế Quỹ Gairdner
- Giải Kyoto
- Giải Nobel Sinh lý và Y khoa 2002

## Tác phẩm
- "Loose Ends": Collection of Loose Ends/False Starts columns by 'Uncle Syd.' from January 1994 to December 2000 (Current Biology, 1997) ISBN 18592232571/1-85922-325-7
- 'My Life in Science', with Lewis Wolpert, edited by Errol C. Friedberg and Eleanor Lawrence, BioMed Central 2001, 199pp ISBN 0-9540278-0-9

## Sách viết về Sydney Brenner
- "Sydney Brenner: A Biography" by Errol Friedberg, pub. CSHL Press October 2010, ISBN 0879699477.